# Брацако (Удине)
Брацако је насеље у Италији у округу Удине, региону Фурланија-Јулијска крајина.
Према процени из 2011. у насељу је живело 762 становника. Насеље се налази на надморској висини од 211 м.